# Love Streams (März-Album)
Love Streams ist das Debütalbum der deutschen Band März. Es erschien im Mai 2002 auf dem Kölner Indie-Label Karaoke Kalk.

## Übersicht
Albrecht Kunze und Ekkehard Ehlers hatten bereits 2001 auf Karaoke Kalk die EP One From The Heart veröffentlicht. Einige der darauf enthaltenen Stücke kombinierten sie später mit weiterem Material und veröffentlichten das Ergebnis 2002 als ihr Debütalbum Love Streams. Der Titel nahm Bezug auf den gleichnamigen Film von John Cassavetes aus dem Jahr 1984.
Auf dem Album kombinieren die beiden Musiker elektronische Musik mit geloopten Gitarren, Banjos, Piano- und Xylophon-Aufnahmen, Gesangsspuren sowie Streicher- und Flöten-Samples.
Für das Indie-Label Karaoke Kalk war Love Streams die erfolgreichste Veröffentlichung des Jahres; sie verkaufte sich in Deutschland, den Vereinigten Staaten und Japan sehr gut.
Das auf dem Album enthaltene Stück Everybody Had a Hard Year wurde vom Backwarenhersteller Bahlsen im Jahr 2003 als Werbemusik eingesetzt.

## Rezeption
Ulrich Kriest nannte Love Streams in seiner Kritik für das Musikmagazin Intro eine „ausgesprochen schöne und sanfte Musik“. Jedes der zwölf Musikstücke sei für sich genommen „ausgesprochen einladend“ und „hörbar in jeder Stimmung“.
Die Kritikerin der DeBug rezensierte das Album ebenfalls positiv. Das Album biete eine „sich wiegende Kuschelwohligkeit“ und „Entspannung in einem seichtem Tagtraum, der über 50 Minuten andauert.“
Das Album fand sich auf den Jahresbestenlisten 2002 der Spex (Kritiker Platz 12, Leser Platz 15) und der Intro (Kritiker Platz 20). 

## Titelliste
1. Introductory – 4:35
2. Things Can Only Get Better – 2:55
3. The Cricket Song – 4:32
4. The Help Song – 6:12
5. Interlude #1 – 1:06
6. Chelsea Boys – 6:17
7. The Hysteric Song – 5:19
8. The Rain Rains – 3:38
9. Interlude #2 – 1:16
10. Love Streams – 4:54
11. Everybody Had a Hard Year – 4:08
12. Bars 1, 2, 3, 4 – 5:20